# Pleurostachys tenuiflora
Pleurostachys tenuiflora là loài thực vật có hoa trong họ Cói. Loài này được Brongn. miêu tả khoa học đầu tiên năm 1833.